# 마테이 요니치
마테이 요니치(1991년 1월 29일 ~ )는 크로아티아의 축구 선수로, 현재 도치기 시티 FC에서 뛰고 있다. K리그 등록명은 요니치이다.

## 선수 경력
마테이 요니치는 HNK 하이두크 스플리트 유스를 거쳐 축구 선수 생활을 시작했으며 2009년 NK 자다르로 임대되었다. 임대된 이후 반 시즌 동안 요니치는 13경기에 출전했다. 2009-2010 시즌 중반인 2010년 1월 요니치는 원 소속팀으로 임대복귀 되었다. 하지만 2경기 출전에 그쳤다. 2010-11 시즌에도 요니치는 7경기 출전에 그쳤고 2011-12 시즌에 NK 자다르로 다시 임대되었다.
2015 시즌을 앞두고 K리그 클래식의 인천 유나이티드에 영입되었다. 입단 첫 해부터 인천의 주전 수비수로 도약했으며 인천의 K리그 잔류와 FA컵 준우승에 힘을 보탰다. 그 공로로 요니치는 2015 시즌 K리그 클래식 베스트 11에 선정되었으며 2015 시즌 K리그 올스타전에 올스타 멤버로 선발되어 올스타전에 출전하기도 했다. 2016 시즌을 앞두고 요니치는 인천과 재계약을 맺었다. 2016시즌에도 인천의 주전 수비수로 활약을 했다. 2016 시즌 인천이 K리그 클래식 최종 라운드에서 수원 FC를 꺾고 극적을 잔류를 확정짓자 인천축구전용경기장에 난입한 팬들에게 행가래를 받기도 했다. 2016 시즌에도 K리그 클래식 베스트 11을 수상하면서 2년 연속으로 리그 베스트 11에 수상되었다.
2017 시즌을 앞두고 J1리그의 세레소 오사카로 이적했다.
2021 시즌을 앞두고 상하이 선화로 이적했다.

## 수상

### 팀
- J리그컵 우승: 2017
- 천황배 우승: 2017
- J리그 슈퍼컵 우승: 2018

### 개인
- K리그 클래식 베스트 11 : 2015, 2016